# Juggernaut of Justice
Albums de Anvil
This is Thirteen
(2007)
Juggernaut of Justice est le quatorzième album du groupe de heavy metal canadien Anvil, il est sorti le 10 mai 2011. L'album a été enregistré au Dave Grohl's Studio 606 à Northridge et produit par le producteur connu Bob Marlette
Après la mise à disposition au public du documentaire sur leur carrière: Anvil! The Story of Anvil et la notoriété que ce film leur a permis de retrouver, Juggernaut of Justice devient l'album de la consécration et de leur public enfin retrouvé après 25 ans de galère financière et de stabilité pour les membres du groupe; cet album leur permet de se réimposer de nouveau auprès des plus grands.

## Liste des morceaux
1. Juggernaut of Justice
2. When Hell Breaks Loose
3. New Orleans Voo Doo
4. On Fire
5. Fucken Eh!
6. Turn It Up
7. This Ride
8. Not Afraid
9. Conspiracy
10. Running
11. Paranormal
12. Swing Thing
13. The Station (Bonus Track)
14. Tonight Is Coming (Bonus Track)